# Linia kolejowa Petersburg – Batieckij
Linia kolejowa Petersburg – Batieckij – linia kolejowa w Rosji łącząca petersburski Dworzec Witebski ze stacją Batieckaja. Fragment linii Petersburg – Newel – Witebsk. Zarządzana jest przez region petersbursko-witebski Kolei Październikowej (część Kolei Rosyjskich). 
Linia położona jest w Petersburgu oraz w obwodach leningradzkim i nowogrodzkim. Jest zelektryfikowana na odcinku Dworzec Witebski – Oriedież. Fragment Dworzec Witebski – Nowinka jest dwutorowy, pozostała cześć linii jest jednotorowa.

## Historia
Kolej Carskosielska łącząca Dworzec Witebski, Carskie Sioło i Pawłowsk powstała w 1836 jako pierwsza linia kolejowa w Cesarstwie Rosyjskim. Na początku XX w. przedłużoną ją, tworząc połączenie Petersburga z koleją moskiewsko-windawską i z Witebskiem. Wówczas powstał pozostały odcinek współczesnej linii do Batieckiego. Linia początkowo leżała w Imperium Rosyjskim, następnie w Związku Sowieckim. Od 1991 znajduje się w granicach Rosji.